# Крунголцас, Эдвинас
Э́двинас Кру́нголцас (лит. Edvinas Krungolcas; родился 21 января 1973 в Вильнюсe, СССР) — известный литовский пятиборец, серебряный призёр Олимпийских игр 2008 года в личном зачёте, чемпион мира 2006 года в личном и командном зачёте, трёхкратный чемпион Европы (2003, 2004 и 2005) в личном зачёте. Завершил карьеру прославленный Литовский пятиборец, по современному пятиборью в 2013 году.

## Биография
Вырос в Вильнюсе, учился в 7 средней школе, затем в Вильнюсской спортивной школе-интернате. Первые тренеры — В. Таутвидене (V. Tautvydienė) и Е. Таутвидас (E. Tautvydas). В 1994 году стал чемпионом мира по современному пятиборью среди юниоров. В том же году закончил Литовскую полицейскую академию, в 2002 году магистратуру Университета Миколаса Ромериса.
На Олимпиаде 2008 года в Пекине завоевал серебряную медаль, получив 5548 очков.

## Награды
- Командор ордена «За заслуги перед Литвой» (27 августа 2008 года)[1].
- Офицер ордена «За заслуги перед Литвой» (23 сентября 2003 года)[2].
- В 2008 году был признан лучшим спортсменом Литвы.